# Viktorija Kondus'
Viktorija Volodymyrivna Kondus' (in ucraino Вікторія Володимирівна Кондусь?; Hreblja, 11 marzo 1997) è una cestista ucraina.

## Carriera
Con l'Ucraina ha disputato i Campionati europei del 2019.